# 28828 Aalamiharandi
28828 Aalamiharandi è un asteroide della fascia principale. Scoperto nel 2000, presenta un'orbita caratterizzata da un semiasse maggiore pari a 2,4283453 au e da un'eccentricità di 0,1444070, inclinata di 3,71277° rispetto all'eclittica.
L'asteroide è dedicato allo studente statunitense Arshia Aalami Harandi.